# العلاقات البيروية الوسط إفريقية
العلاقات البيروفية الوسط أفريقية هي العلاقات الثنائية التي تجمع بين بيرو وجمهورية أفريقيا الوسطى.

## مقارنة بين البلدين
هذه مقارنة عامة ومرجعية للدولتين:
| وجه المقارنة                                              | بيرو                                   | جمهورية أفريقيا الوسطى      |
| --------------------------------------------------------- | -------------------------------------- | --------------------------- |
| المساحة (كم2)                                             | 1.29 مليون                             | 622.98 ألف                  |
| عدد السكان (نسمة)                                         | 32.16 مليون                            | 4.66 مليون                  |
| الكثافة السكانية (ن./كم²)                                 | 24.93                                  | 7.48                        |
| العاصمة                                                   | ليما                                   | بانغي                       |
| اللغة الرسمية                                             | اللغة الإسبانية، اللغة الأيمرية، كتشوا | لغة فرنسية، اللغة السانغوية |
| العملة                                                    | سول بيروفي جديد                        | فرنك وسط أفريقي             |
| الناتج المحلي الإجمالي (بليون دولار)                      | 211.39 مليار                           | 1.95 مليار                  |
| الناتج المحلي الإجمالي (تعادل القوة الشرائية) بليون دولار | 393.13 مليار                           | 3.03 مليار                  |
| الناتج المحلي الإجمالي الاسمي للفرد دولار أمريكي          | 6.03 ألف                               | 323                         |
| الناتج المحلي الإجمالي للفرد دولار أمريكي                 | 11.99 ألف                              | 594                         |
| مؤشر التنمية البشرية                                      | 0.740                                  | 0.350                       |
| رمز المكالمات الدولي                                      | +51                                    | +236                        |
| رمز الإنترنت                                              | .pe                                    | .cf                         |
| المنطقة الزمنية                                           | توقيت بيرو، 00                         | ت ع م+01:00                 |

## منظمات دولية مشتركة
يشترك البلدان في عضوية مجموعة من المنظمات الدولية، منها:
| علم المنظمة | اسم المنظمة                               | تاريخ انضمام بيرو | تاريخ انضمام جمهورية أفريقيا الوسطى |
| ----------- | ----------------------------------------- | ----------------- | ----------------------------------- |
|             | مؤسسة التنمية الدولية                     | 30 أغسطس 1961     | 27 أغسطس 1963                       |
|             | يونسكو                                    | 21 نوفمبر 1946    | 11 نوفمبر 1960                      |
|             | وكالة ضمان الاستثمار متعدد الأطراف        | 2 ديسمبر 1991     | 8 سبتمبر 2000                       |
|             | الأمم المتحدة                             | 31 أكتوبر 1945    | 20 سبتمبر 1960                      |
|             | الفريق المعني برصد الأرض                  | ?                 | ?                                   |
|             | الاتحاد البريدي العالمي                   | ?                 | ?                                   |
|             | البنك الدولي للإنشاء والتعمير             | 31 ديسمبر 1945    | 10 يوليو 1963                       |
|             | الاتحاد الدولي للاتصالات                  | 12 يوليو 1915     | 2 ديسمبر 1960                       |
|             | منظمة حظر الأسلحة الكيميائية              | ?                 | ?                                   |
|             | مؤسسة التمويل الدولية                     | 20 يوليو 1956     | 1 أبريل 1991                        |
|             | المركز الدولي لتسوية المنازعات الاستشارية | 8 سبتمبر 1993     | 14 أكتوبر 1966                      |
|             | منظمة التجارة العالمية                    | ?                 | ?                                   |
|             | منظمة الشرطة الجنائية الدولية             | ?                 | ?                                   |

## وصلات خارجية
- موقع وزارة الخارجية البيروفية